# Number 96 (serie de televisión)
Number 96 es una serial televisiva australiana que se emitió en horario estelar en 0-10 Network (el precursor de lo que ahora es Network 10) del 13 de marzo de 1972 al 11 de agosto de 1977, transmitida originalmente en el horario de máxima audiencia a las 20:30 en episodios de media hora 5 veces a la semana, y posteriormente se emitían 2 episodios de una hora por semana.
Originalmente se emitió en blanco y negro hasta la mitad de su emisión. A partir de marzo de 1975 se emitió en color, cuando las cadenas cambiaron a la transmisión de televisión en color en Australia.

## Contexto
La serie se destacó por abrir nuevos caminos e introducir temas controvertidos. El estreno de la serie fue fuertemente promocionado en los medios con anuncios en los periódicos que lo describían como «Esta noche, la televisión australiana pierde su virginidad» y seguía la vida de los residentes que viven en un bloque de apartamentos de cuatro pisos en el ficticio 96 Lindsay Street, Paddington.
El programa fue concebido por el novelista británico David Sale (quien también fue guionista que trabajó en la serie) y desarrollado por la productora Cash Harmon Productions. La serie fue originalmente encargada por la entonces decadente cadena 0-10 para hacer una telenovela con elementos similares a la serie británica Coronation Street, "pero un poco más atrevida".
El programa fue un atrevido último intento de una cadena que luchaba al borde de la bancarrota, y su éxito inmediato (y sus ingresos publicitarios) la ayudaron a ser más competitiva al comprar nuevos programas internacionales exitosos como The Waltons y M*A*S*H. En 1974, la cadena ocupaba el número uno en los índices de audiencia por primera vez en su historia.
Number 96 se convirtió en una de las series de televisión dramáticas australianas más populares de todos los tiempos, pero debido a su temas controversiales, no pudo ser captada por muchos mercados internacionales. Fue la primera teleserie que se proyectó en horario de máxima audiencia cinco noches a la semana y más tarde se convirtió en la primera serie de televisión australiana que inspiró una versión estadounidense.
Number 96 se hizo famosa por sus representaciones innovadoras de temas tabú de la época, explorando cuestiones como la homosexualidad, el aborto, la violación, el romance interracial, el uso de drogas, el embarazo en la vejez y las personas transgénero, pero también por su variedad de personajes de comedia con sus propias frases, en un guiño al vodevil.
El episodio de mayor audiencia fue cuando se reveló que el bulto en el pecho de Lucy Sutcliffe (interpretada por Elisabeth Kirkby) era benigno, tras lo cual muchas mujeres acudieron a sus médicos para hacerse pruebas de cáncer de mama, tema que no se habló mucho en ese momento y mucho antes de que la cantante Kylie Minogue hiciera público su diagnóstico.

## Hitos multiculturales
Basado en una era de emigración masiva (blanca) a Australia, principalmente desde el Reino Unido, Number 96, como correspondía a su ubicación en el centro de la ciudad, presentaba una visión mucho más multicultural de los suburbios. Sus personajes británicos de largo aliento incluían a los habitantes de Lancaster Lucy Sutcliffe (Elisabeth Kirkby) y su esposo Alf (James Elliot), quien fue representado como el arquetipo del adulto quejoso. Mientras Alf anhelaba regresar a Inglaterra, Lucy estaba feliz y contenta de permanecer en Australia. La camarera británica Norma Whitaker estaba casada con Les, un inventor aficionado de Escocia. Fue interpretado por Gordon McDougall, quien regresaría a la serie como el aristócrata escocés Lord McCraddenow. La tía de Don Finlayson, Amanda von Pappanburg, era una baronesa británica que vivía en Alemania y visitó a Don en varias ocasiones.
Otros personajes europeos incluyeron al húngaro Aldo Godolfus, el ruso Roma Lubinski-Godulfus y el trabajador de delicatessen italiano Giovanni Lenzi y su tía Maria Panucci. La diseñadora de moda Vera Collins provenía de Sudáfrica. Los personajes de cortas apariciones incluyeron al indio Dr. Bannerjee, los afroamericanos Chad Farrell y Hope Jackson, y la indígena australiana Rhonda Jackson.

## Hitos LGBTQ y primicias mundiales en televisión
Number 96 fue el primer programa de televisión en todo el mundo que presentó una amplia gama de personajes LGBTQ como habituales, aunque muchos historiadores y académicos no lo saben, porque el contenido controvertido del programa significaba que no podía proyectarse fuera de Australia. Incluso hoy en día, el programa no ha podido transmitirse en las cadenas de televisión estadounidenses. Había habido personajes LGBTQ en programas anteriores, pero estos eran principalmente personajes invitados o menciones fugaces.
El actor Joe Hasham apareció durante toda la serie como el abogado Don Finlayson. Por lo tanto, Number 96 fue la primera serie en representar a un personaje gay en un papel regular y la primera en ser retratado como un personaje comprensivo y de manera positiva. Finlayson ganó seguidores de culto y fue reconocido por haber hecho mucho por la liberación gay. Don fue representado como alguien confiable, sincero y amable, sin embargo, no era afeminado y parecía heterosexual, aunque no tenía complejos acerca de ser gay. Don tendría varias relaciones homosexuales en la serie (y algunas aventuras de una noche), pero sostuvo que era homosexual y que nunca tuvo relaciones con mujeres.
El primer amante de Don en los primeros episodios sería el fotógrafo bisexual Bruce Taylor (interpretado por Paul Weingott); Taylor sería el primer personaje bisexual de la televisión, ya que mientras estaba con Don tendría un romance con la despiadada empresaria Maggie Cameron, y después de que Bruce huyera, Don formaría una relación más relación duradera y duradera con el hilarantemente bisexual chef Dudley "Dud" Butterfield. Don y Dudley permanecerían juntos durante 2 años y solo se separarían cuando Dudley decidió convertirse en un mujeriego, en secuencias realizadas principalmente para lograr un efecto cómico.
Antes del primer personaje gay en Number 96, un personaje homosexual había aparecido el año anterior en la comedia estadounidense All in the Family, pero apareció en solo un episodio. En la historia, un amigo de Archie Bunker (interpretado por Carroll O'Connor), conocido sólo como "Steve", interpretado por Phillip Carey en un papel invitado, se declaró gay y le contó a Bunker sobre su sexualidad en uno de los primeros episodios titulado "Judging Books By Covers" ("Juzgando libros por sus portadas"), después de lo cual, sin embargo, el personaje nunca fue visto ni mencionado nuevamente.
Según la publicación The Great Clowns of American Television, el comediante Ernie Kovacs fue la primera persona en interpretar a un personaje gay, Percy Dovetonsils, en su homónimo The Ernie Kovacs Show, aunque el término no estaba oficialmente establecido en ese momento.
El primer personaje gay regular en los Estados Unidos ocurrió varios meses después de Number 96 en 1972. El actor Vincent Schiavelli interpretó a Peter Panama en la comedia The Corner Bar, pero duró poco y, sin embargo, a diferencia de Joe Hasham de Number 96, su interpretación no resultó popular entre los espectadores y solo apareció durante la primera temporada, y el entonces presidente de la Alianza de Activistas Gay —con sede en Nueva York— lo calificó como "el peor estereotipo de una persona gay que he visto en mi vida".
Number 96 también presentaría numerosas novedades, aunque por lo general presentaría un elenco de menor duración en diferentes arcos argumentales, por ejemplo la estrella de teatro Toni Lamond, interpretando a Karen Winters, quien fue el primer personaje lésbico de la televisión. Se la mostró acariciando y besando a la virginal Bev (interpretada por la habitual Abigail) mientras dormía bajo el efecto de pastillas para dormir. Más tarde se reveló que Karen era una adoradora del diablo que quería sacrificar a Bev al diablo durante una misa negra, una historia que fue fuertemente censurada. Un segundo personaje lésbico, Marie Crowther (interpretado por Hazel Phillips), abandonó la serie después de mirar a Vera Collins en la ducha y decirle que su afecto no sería correspondido.
La serie también presentó al primer personaje transgénero de la televisión y, sorprendentemente, fue interpretada por una actriz transgénero, la artista de cabaret Carlotta. Robyn Ross tuvo un romance con Arnold Feather (Jeff Kevin), un personaje cómico cuyos primeros romances siempre terminaban en desastre. Aunque la relación no duró, nunca la deshumanizaron ni se burlaron de ella.

## Elenco
| Actor              | Personaje                      | Año(s)   | Episodios        |
| ------------------ | ------------------------------ | -------- | ---------------- |
| Johnny Lockwood    | Aldo Godolfus                  | 1972–75  | 1―839            |
| Vivienne Garrett   | Rose Godolfus Myers            | 1972, 75 | 1―146, 841―845   |
| Martin Harris      | Mark Eastwood                  | 1972     | 1―55             |
| Briony Behets      | Helen Eastwood                 | 1972     | 1―55             |
| Robyn Gurney       | Janie Somers                   | 1972     | 1―141            |
| Abigail            | Bev Houghton                   | 1972–73  | 1―319            |
| Victoria Raymond   | Bev Houghton                   | 1973     | 320―445          |
| James Elliott      | Alf Sutcliffe                  | 1972–75  | 1―861            |
| Elisabeth Kirkby   | Lucy Sutcliffe                 | 1972–75  | 1―861            |
| Elaine Lee         | Vera Collins Sutton            | 1972–76  | 1―1082           |
| Paul Weingott      | Bruce Taylor                   | 1972–74  | 1―25, 418―453    |
| Joe Hasham         | Don Finlayson                  | 1972–77  | 1―1218           |
| Pat McDonald       | Dorrie Evans                   | 1972–77  | 1―1218           |
| Ron Shand          | Herb Evans                     | 1972–77  | 1―1218           |
| Bettina Welch      | Maggie Cameron                 | 1972–76  | 7―956            |
| Norman Yemm        | Harry Collins                  | 1972–74  | 9―39, 288―453    |
| Lynn Rainbow       | Sonia Freeman                  | 1972–73  | 12―260           |
| Joe James          | Gordon Vansard                 | 1972     | 12―201           |
| Mike Ferguson      | Gary Whittaker                 | 1972–77  | 20―534, 842―1122 |
| Ronne Arnold       | Chad Farrell                   | 1972     | 23―70            |
| Philippa Baker     | Roma Lubinski Godolfus         | 1972–75  | 30―839           |
| Thelma Scott       | Claire Houghton                | 1972–77  | 35―1185          |
| Tom Oliver         | Jack Sellars                   | 1972–75  | 49―845           |
| Gordon McDougall   | Les Whittaker                  | 1972–75  | 74―839           |
| Gordon McDougall   | Lord Andrew Whittaker          | 1976–77  | 1070―1123        |
| Sheila Kennelly    | Norma Whittaker                | 1972–77  | 74―1216          |
| Susannah Piggott   | Georgina Carter                | 1972     | 87―156           |
| Jeff Kevin         | Arnold Feather                 | 1972–77  | 98―1218          |
| Jeff Kevin         | Charles "Chook" Feather        | 1976–77  | 938―1167         |
| Bunney Brooke      | Flo Patterson                  | 1972–77  | 152―1218         |
| Candy Raymond      | Jill Sheridan                  | 1973     | 274―418          |
| Carmen Duncan      | Helen Sheridan Sellars         | 1973     | 274―406          |
| Jill Forster       | Helen Sheridan Sellars         | 1973–74  | 410―590          |
| Carol Raye         | Baroness Amanda von Pappenburg | 1973–75  | 385―694          |
| Carol Raye         | Claudine                       | 1974     | 619, 624         |
| Chard Hayward      | Dudley Butterfield             | 1973–77  | 401―1182         |
| Mike Dorsey        | Reg McDonald                   | 1974–77  | 447―1218         |
| Wendy Blacklock    | Edie MacDonald                 | 1974–77  | 447―1218         |
| Frances Hargreaves | Marilyn MacDonald              | 1974–77  | 447―1218         |
| Pamela Garrick     | Patti Olsen Feather            | 1974, 76 | 481―669, 1014    |
| Jan Adele          | Trixie O'Toole                 | 1974–76  | 527―1098         |
| Josephine Knur     | Lorelei Wilkinson              | 1974     | 557―649          |
| Peter Adams        | Andy Marshall                  | 1974–75  | 602―753          |
| Chantal Contouri   | Tracey Wilson                  | 1974–75  | 632―680          |
| Peter Flett        | Michael Bartlett               | 1974–75  | 641―693          |
| Peter Flett        | Joe Minerver                   | 1976     | 1081―1082        |
| Paula Duncan       | Carol Finlayson                | 1974–75  | 656―760          |
| Sheila Bradley     | Freda Fuller                   | 1974–75  | 662―689          |
| Natalie Mosco      | Tanya Schnolskevitska          | 1975     | 673―802          |
| Scott Lambert      | Miles Cooper                   | 1975     | 753―839          |
| Margaret Laurence  | Liz Chalmers Feather           | 1975–76  | 781―921          |
| Vince Martin       | David Palmer                   | 1975     | 800―904          |
| Pamela Gibbons     | Grace "Prim" Primrose          | 1975–76  | 800―917          |
| Kit Taylor         | Warwick Thompson               | 1975–76  | 808―993          |
| Anya Saleky        | Jaja Gibson                    | 1975–76  | 830―1029         |
| Mary Ann Severne   | Laura Trent Whittaker          | 1974–77  | 867―1122         |
| Dina Mann          | Debbie Chester                 | 1975–77  | 869―1216         |
| Patti Crocker      | Eileen Chester                 | 1975–76  | 871―957          |
| Suzanne Church     | Jane Chester                   | 1975–77  | 881―1216         |
| Roger Ward         | Frank "Weppo" Smith            | 1975–76  | 883―1039         |
| Curt Jansen        | Herbert "Junior" Winthrop      | 1976     | 912―1018         |
| Peter Whitford     | Guy Sutton                     | 1976     | 919―993          |
| Harry Michaels     | Giovanni Lenzi                 | 1976–77  | 931―1218         |
| Joseph Furst       | Carlo Lenzi                    | 1976     | 934―1029         |
| Lynne Murphy       | Faye Chandler                  | 1976–77  | 990―1195         |
| Michael Howard     | Grant Chandler                 | 1976–77  | 999―1213         |
| Stephen McDonald   | Lee Chandler                   | 1976–77  | 999―1216         |
| Arianthe Galani    | Maria Panucci                  | 1976–77  | 1083―1210        |
| John McTernan      | Rob Forsyth                    | 1977     | 1101―1161        |
| Les Foxcroft       | Sir William Mainwaring         | 1976–77  | 1008―1130        |
| Dave Allenby       | Dr. Harold Wilkinson           | 1977     | 1131―1204        |
| Chelsea Brown      | Hope Jackson                   | 1977     | 1134―1175        |
| Nat Nixon          | Opal Wilkinson                 | 1977     | 1137―1218        |
| Deborah Gray       | Miss Hemingway                 | 1977     | 1148―1200        |
| Kay Powell         | Vicki Dawson                   | 1977     | 1179―1218        |
| Shane Porteous     | Joshua                         | 1977     | 1198-1213        |

## Recepción e impacto cultural

### Reconocimientos
Además de las cuatro premios Logie ganadas por la integrante del elenco Pat McDonald durante su carrera en el programa, Number 96 ganó el premio "Raw Prawn" en 1976 al peor drama y las Logies al "Mejor drama" en 1974, 1975 y 1976. Bunney Brooke ganó el premio Logie a la "Mejor actriz" por su trabajo como Flo en 1975.
El elenco de la serie se convirtió en estrellas en Australia y tenía su propio tren de pasajeros de Number 96, especialmente diseñado para viajes del elenco y el equipo, que durante los primeros años del programa tomarían el tren de Sídney a Melbourne para los premios anuales Logie de TV Week en un tren plateado de varios vagones con el vagón del comisario enganchado en la parte trasera para los integrantes VIP. Este tren fue organizado especialmente por el director de publicidad Tom Greer. El viaje nocturno de 16 horas partió del centro de Sídney a las 16:30 con una fiesta de despedida, con alfombra roja y banda de jazz presentes; incluyó paradas en sectores rurales y vio a miles de personas acudir para ver a sus estrellas favoritas, antes de llegar a la estación de Spencer Street. Todas estas paradas fueron transmitidas por estaciones de televisión y transmitidas en vivo. El servicio ferroviario de la época quería promocionar sus paquetes turísticos con pernoctación y, para el viaje, el tren fue bautizado como Spirit of 96 ("Espíritu del 96").

### Merchandising
Angus & Robertson vendió ocho novelizaciones de bolsillo (1972-1974) bajo el sello Arkon. Algunos de ellos fueron acreditados a "Marina Campbell", un seudónimo de Anne Harrax. Stag publicó una novela original, 96, en 1976.
En 1975, la editorial Pacific Magazines publicó en Australia el recetario Number 96 Cookbook; presentaba fotografías y recetas de ocho miembros del elenco.

### Adaptación cinematográfica
Number 96 fue adaptada para un largometraje homónimo en 1974. El largometraje comenzó con Vera siendo violada en grupo por motociclistas justo antes de los títulos iniciales. Cuando se le preguntó por qué decidió empezar la película así, David Sale bromeó: "Quería que la gente supiera que estaban en el cine correcto".
Uno de sus grandes atractivos fue ser una producción a todo color, a diferencia de la serie que todavía se emitía en blanco y negro. Tenía el mismo equipo creativo y prácticamente el mismo elenco que la serie. Aunque recibió críticas en su mayoría negativas, el público hizo fila en George Street para conseguir un asiento el día de la inauguración. Ganó casi 2,8 millones de dólares australianos con un presupuesto de 100 000 dólares australianos y fue la película australiana más rentable jamás realizada en ese momento. Se convirtió en la quinta película australiana más taquillera de la década de 1970. Los críticos de cine, que no conocían la serie de televisión, quedaron asombrados de que cada personaje recibiera un aplauso del público en su primera aparición.

### Emisión internacional
Los miembros del elenco se sorprendieron al saber que el programa se proyectó brevemente en el extranjero. Bettina Welch, miembro del reparto, informó haberlo visto doblado en Italia, pero esto nunca fue confirmado. A pesar de una breve emisión nocturna en Toronto, Canadá, en la vanguardista cadena Citytv, el contenido era demasiado explícito para cualquier cadena de televisión de Estados Unidos y el Reino Unido. Un intento de vender el programa en el Festival de Televisión de Cannes en 1975 utilizando una modelo en toples fracasó cuando el periódico británico Daily Mirror informó que recibió "una rápida señal de 'Prohibido el acceso'" de sus emisoras, la BBC y ATV.